# 高陞街

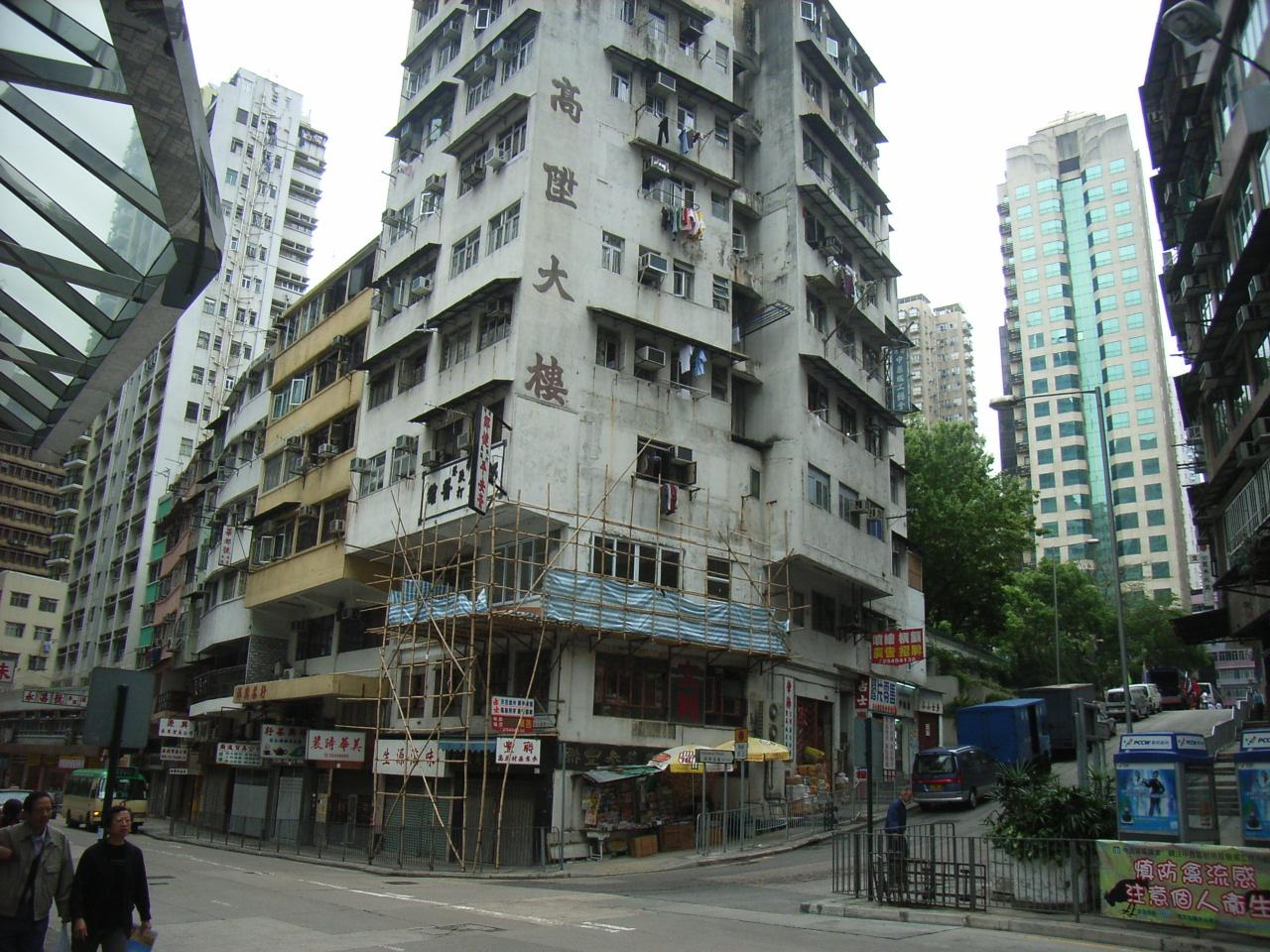
高陞大廈

高陞街（英語：Ko Shing Street），以售賣中藥材聞名，故又稱「藥材街」，位於香港上環和西營盤，是弧形街道，東連皇后街，西接德輔道西。
大約在1890年，高陞街是由香港富商李陞先生在上環皇后大道西投資建屋之時開闢而成的；並因為這條街位於李氏自己所建的高陞戲院後面，所以定名為高陞街。
高陞街開闢之後，由於地點近上環南北行，藥材商於南北行地段飽和後，就紛紛把商行移至高陞街發展。因此，高陞街也稱為「藥材街」。時至今日，高陞街仍然保留著發行中藥和京果的店鋪。

## 實景

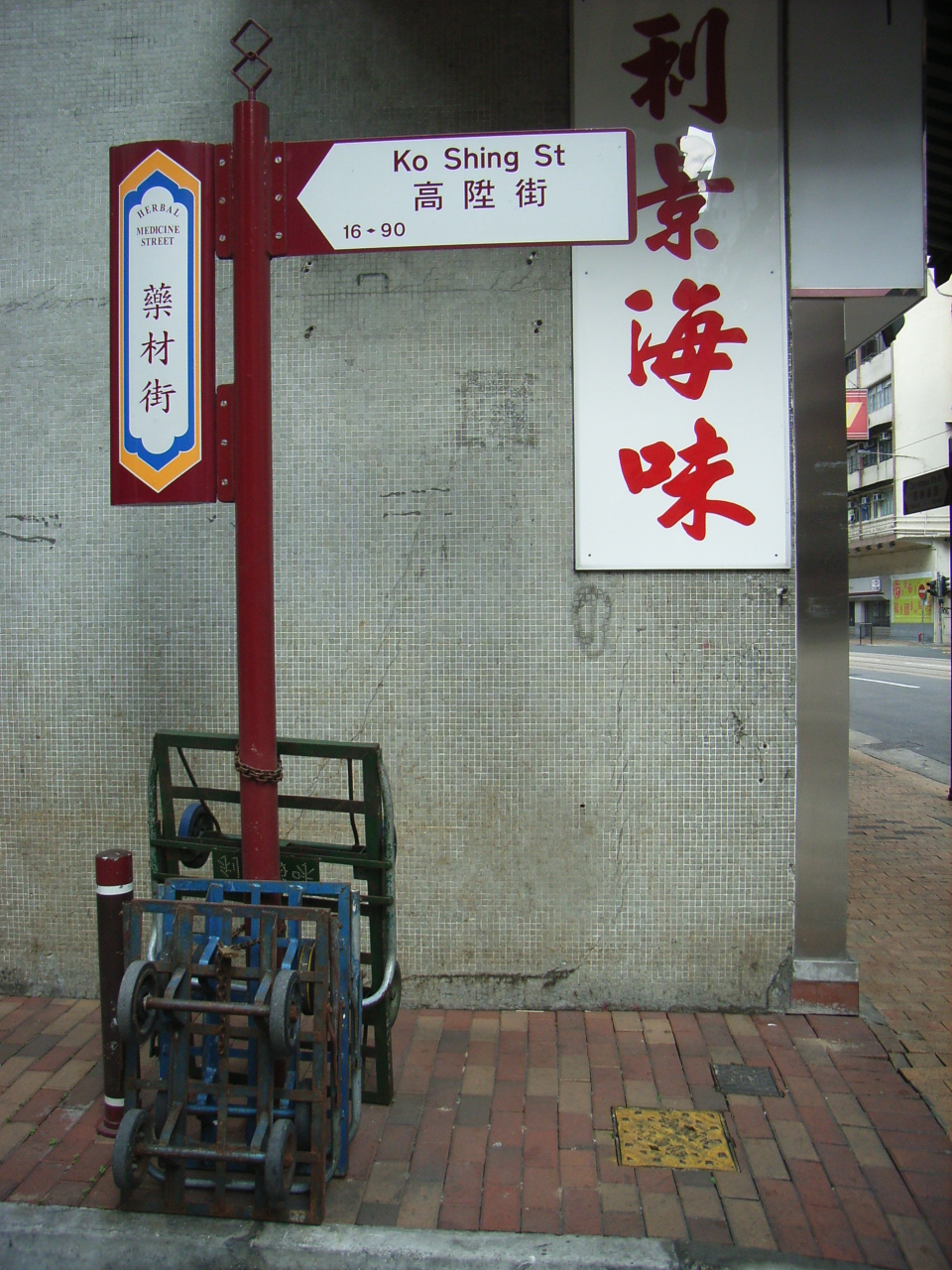
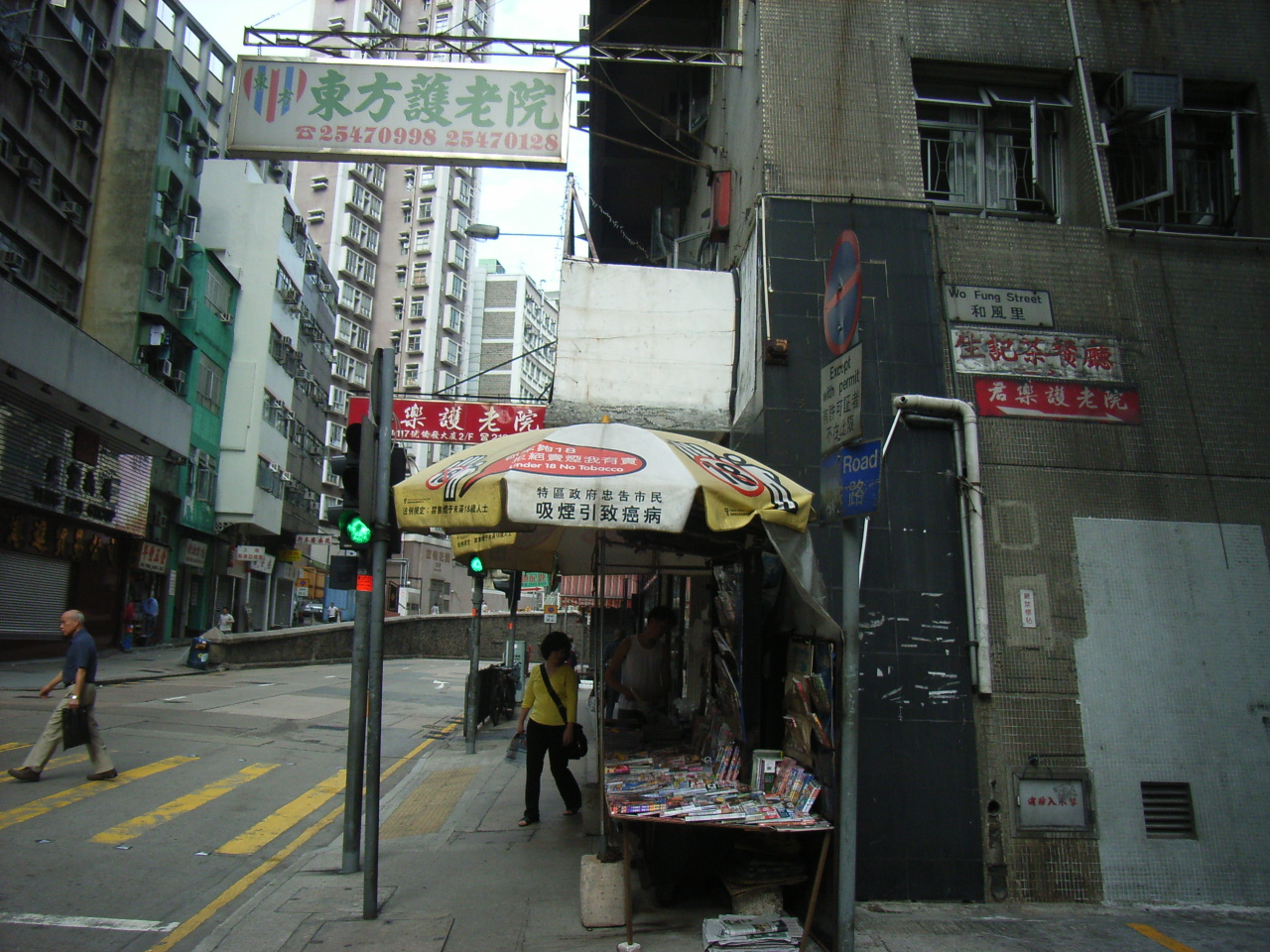
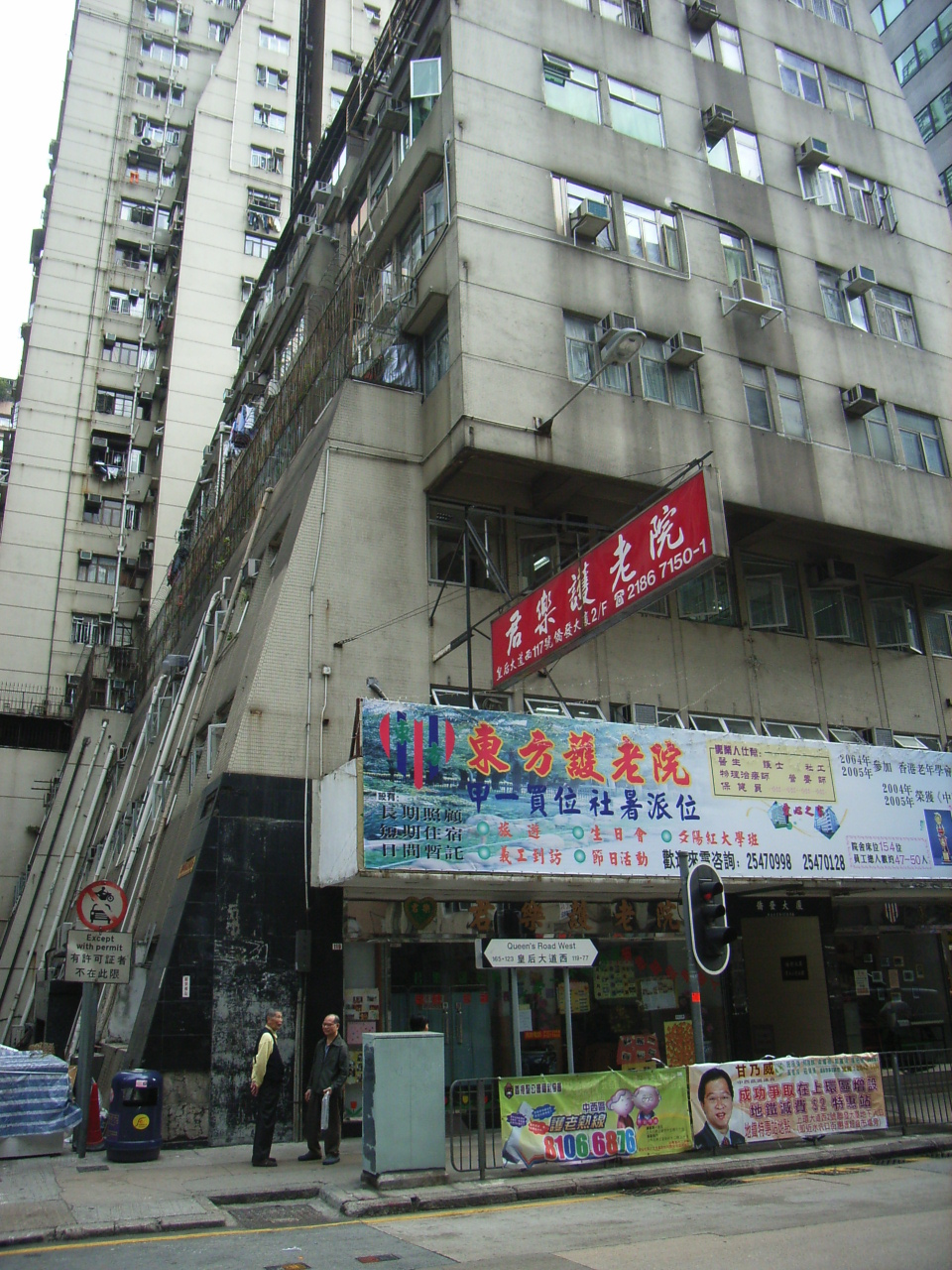
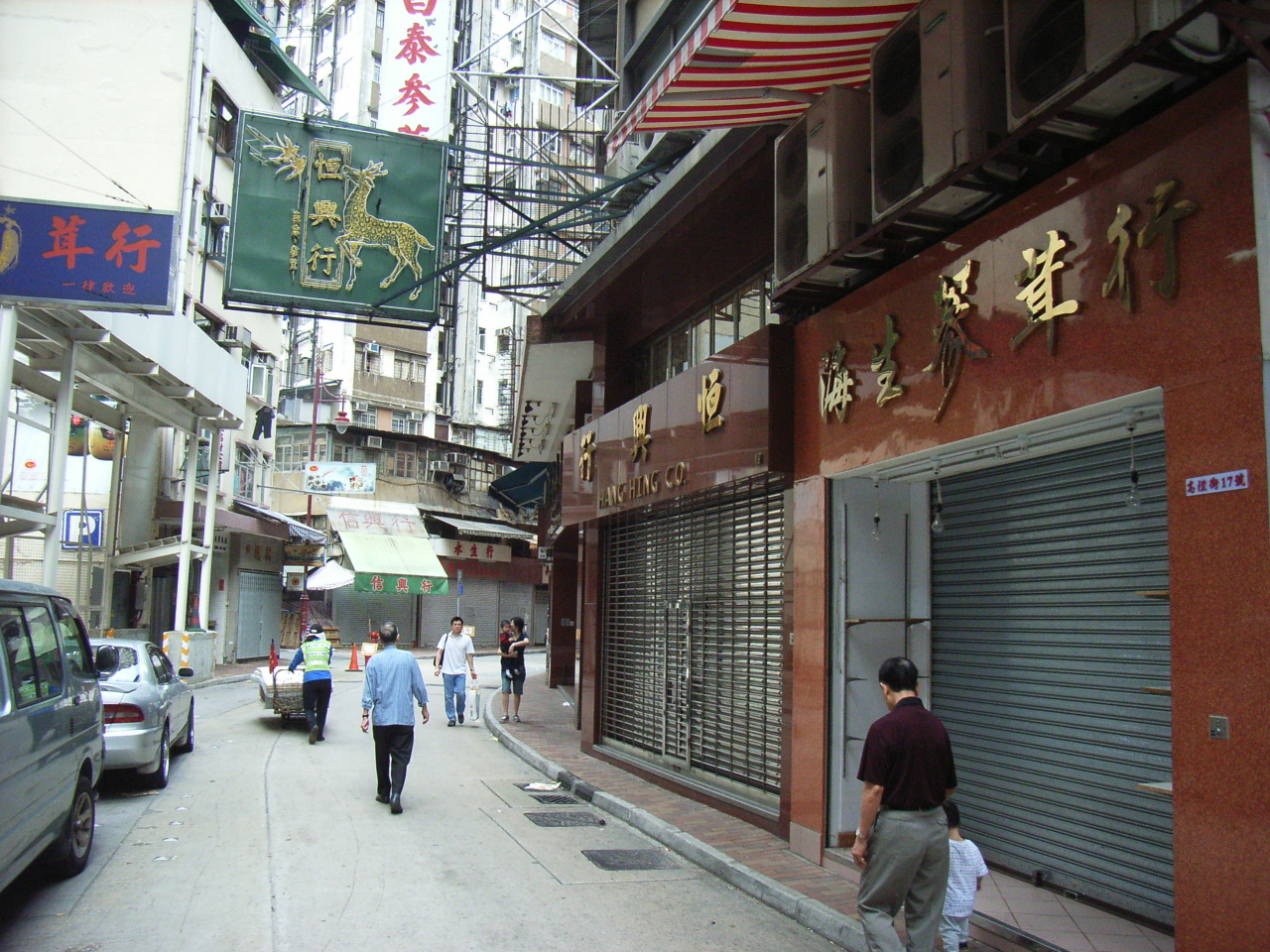
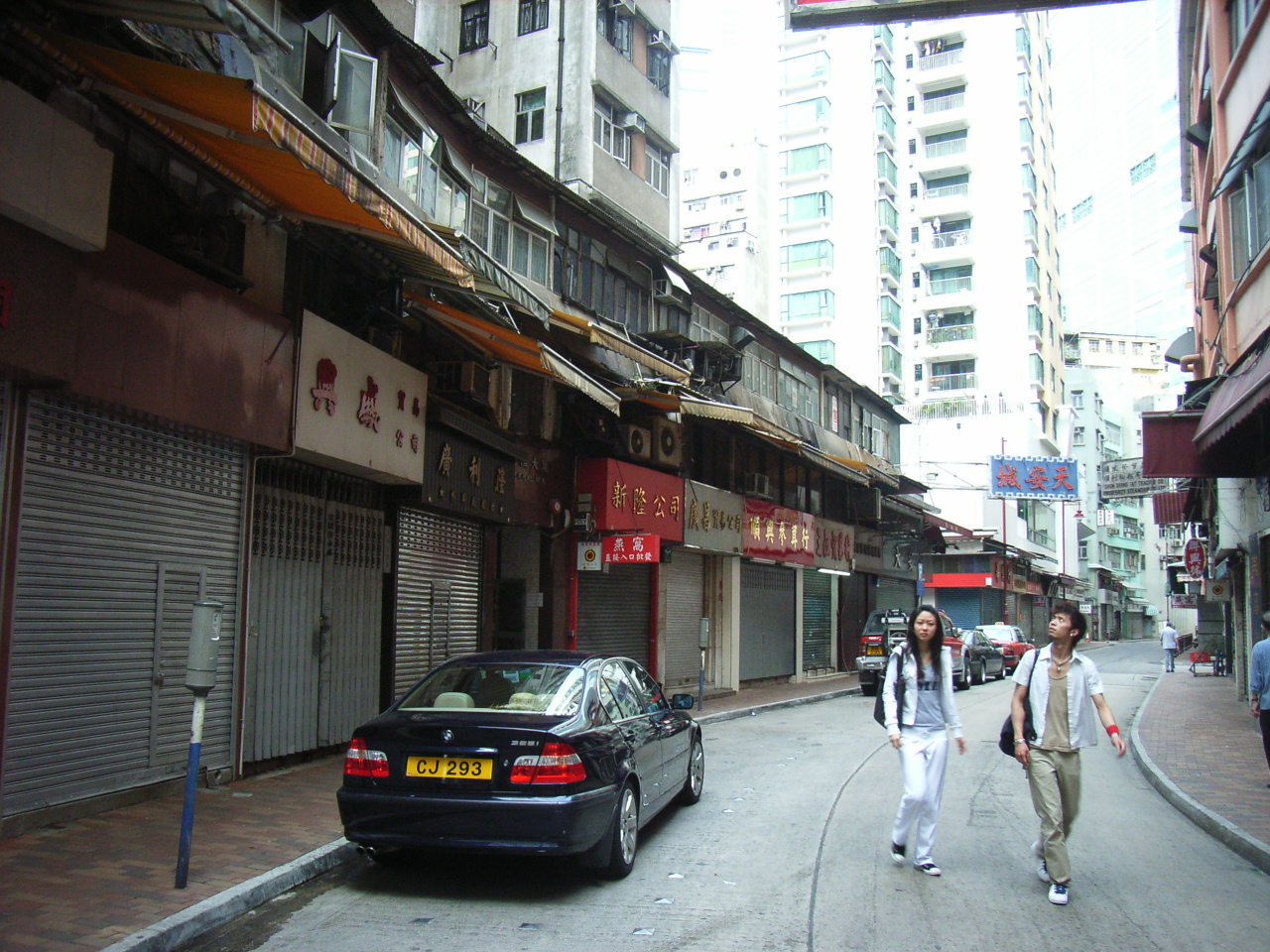
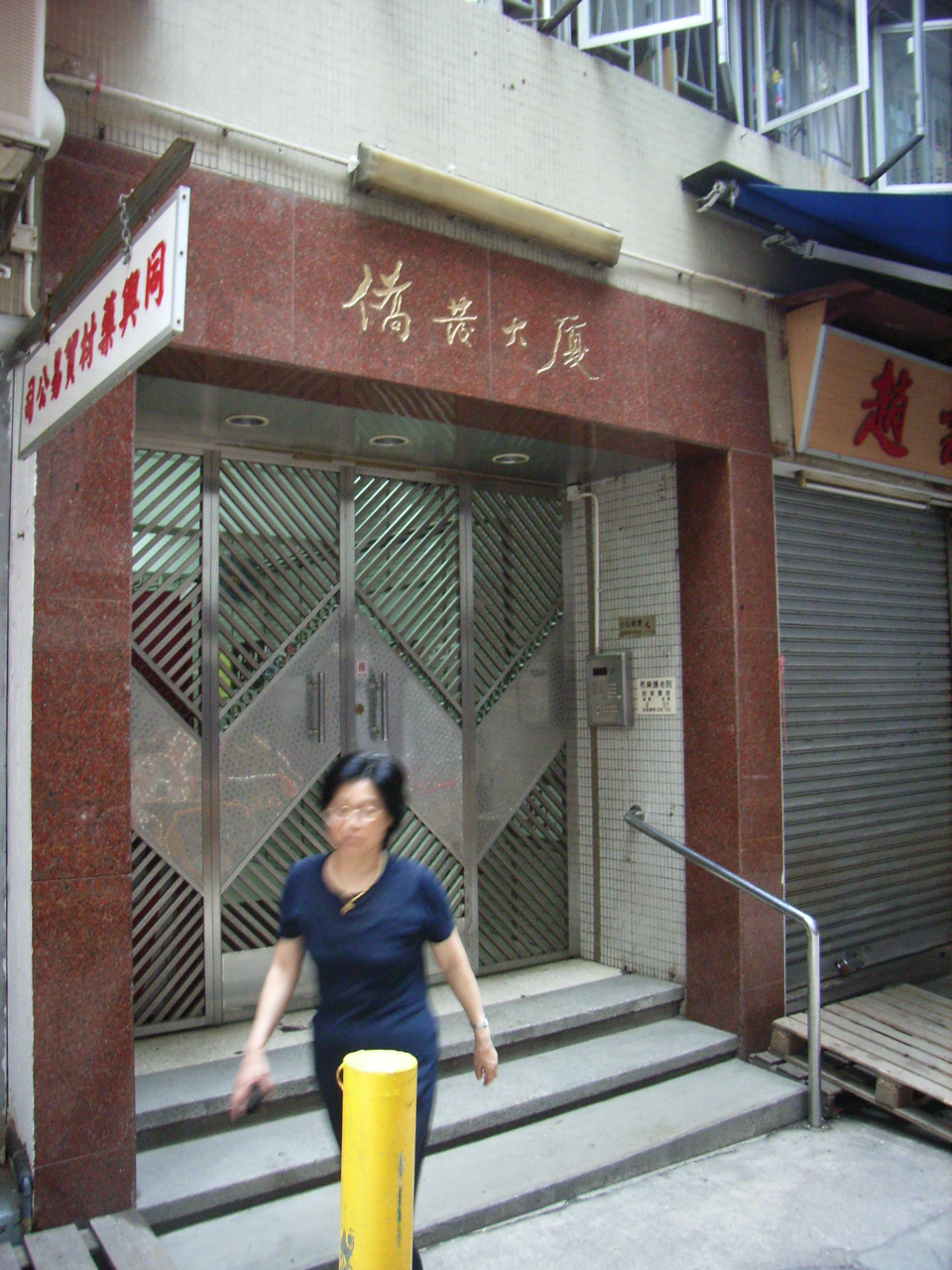

## 附近相關街道

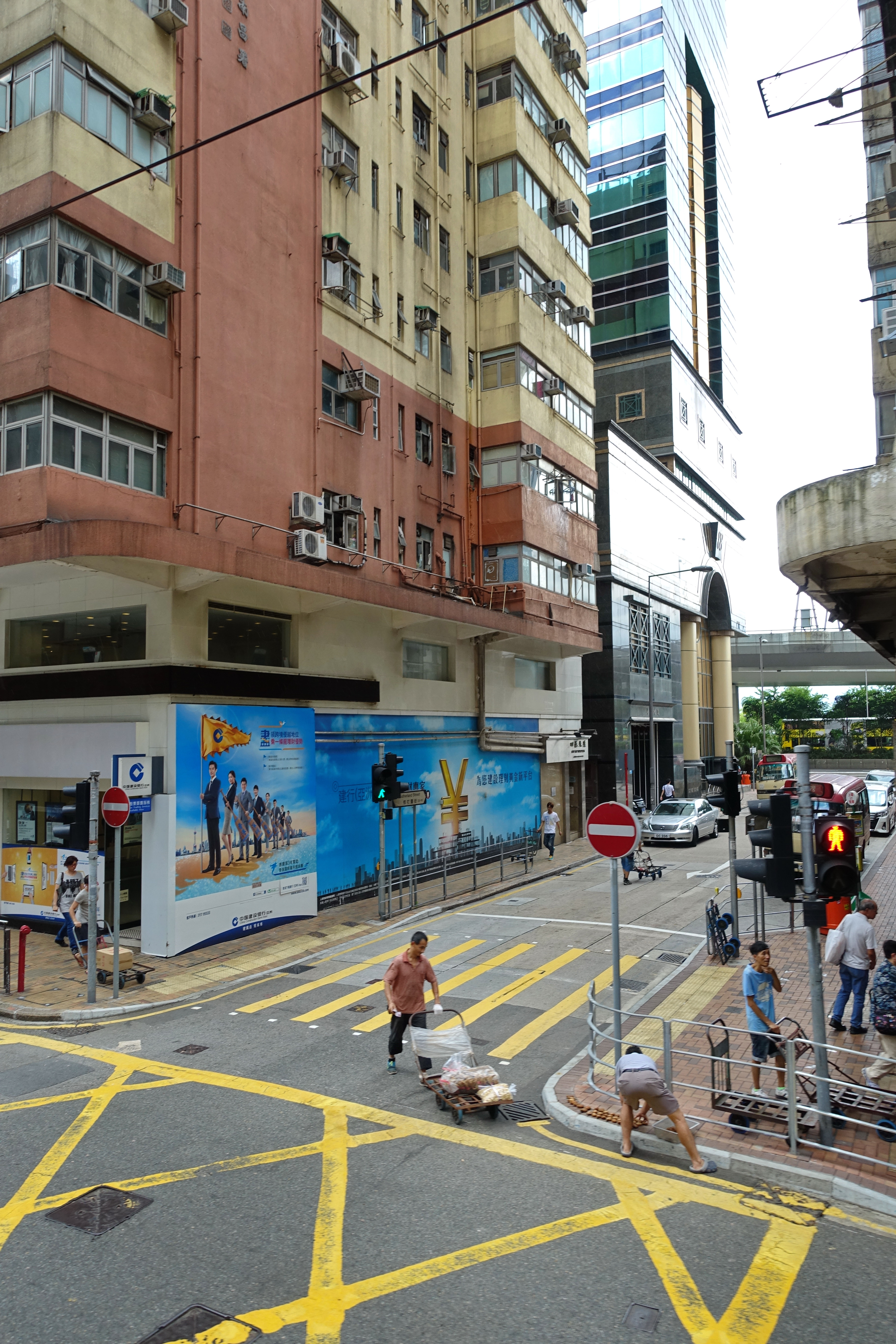
德輔道西與修打蘭街交界

- 海味街 （德輔道西及永樂街）
- 參茸燕窩街 （文咸西街及永樂街）
- 李陞街
- 修打蘭街
- 賢居里
- 和風街
- 皇后街
- 燈籠街 (雀仔橋)

## 建築物
- 陞寶大廈
- 俊陞華庭
- 盈峰一號
- 普頓臺
- 帝后華庭
- 西浦
- 高陞軒
- 高陞大廈
- 恆昌泰大廈
- 泰發大廈

## 站外連結
- 高陞街 是香港唯一批發藥材街道 《仁聞報》記者：吳美琪、許佩珊